# Ameles assoi
Ameles assoi — один з дрібних видів богомолів південноєвпропейського роду Ameles. Дорослі самці тендітні й крилаті, непогано літають, самиці більш кремезні, черевце розширене до заднього кінця, часто загнуте догори, обидві пари крил сильно вкорочені. Вид поширений на Піренейському півострові та в Марокко.

## Опис
Тіло невелике, вохристе або зелене. Самці тендітні, крилаті, довжиною 2,4—2,8 см. Задні крила самців прозорі, жовтуваті, надкрила повністю покривають черевце, у костальному полі з білуватою смугою. Очі еліптичні, з горбиком на верхівці. Самиці кремезніші, тіло 2,6—2,9 см, крила сильно вкорочені, досягають заднього краю першого тергіта. Передньоспинка тендітна, краї її гладенькі.
Близький вид — Ameles picteti, має менший горбик на фасетковому оці та більш тендітну передньоспинку.

## Ареал
Поширений у західному Середземномор'ї: в Іспанії та Марокко. Є також відомості про наявність у Тунісі, які мають бути перевірені.